# VK Liedekerke
VK Liedekerke is een Belgische voetbalclub uit Liedekerke. De club is aangesloten bij de KBVB met stamnummer 9467 en heeft blauw als clubkleur.

## Geschiedenis
Sinds de Tweede Wereldoorlog speelde in Liedekerke voetbalclub KFC Liedekerke, aangesloten bij de KBVB met stamnummer 3007. Die club speelde tot het eind van de eeuw in totaal ruim anderhalf decennium in de nationale voetbalreeksen. Na een degradatie uit Vierde Klasse in 1999 was die club echter gefusioneerd met SC Lombeek, uit Sint-Katherina-Lombeek in buurgemeente Ternat. Bij de fusie tot SK Lombeek-Liedekerke was stamnummer 3007 van Liedekerke geschrapt. De samenwerking verliep echter moeizaam en in 2005 trok Liedekerke zich weer helemaal terug uit de fusie. Er werd een nieuwe zelfstandige club opgericht in Liedekerke, Voetbal Klub Liedekerke, en men sloot zich aan bij de KBVB met stamnummer 9467. De nieuwe club moest van start gaan in de allerlaagste provinciale reeksen, in Vierde Provinciale.
VK Liedekerke kende daar meteen succes en steeg na een seizoen al naar Derde Provinciale in 2006. De club bleef daar de volgende jaren in de subtop spelen, tot men er uiteindelijk in 2012 kampioen werd en zo promoveerde naar Tweede Provinciale. Ook in Tweede Provinciale bleef Liedekerke bij de beteren en in 2014 dwong men er opnieuw promotie af. Zo steeg de club voor het eerst naar Eerste Provinciale.

## Resultaten
| Seizoen | Klasse | Klasse | Klasse | Klasse | Klasse | Klasse | Klasse | Klasse | Klasse | Reeks                        | Punten                       | Opmerkingen |                              |
|         | I      | I      | II     | III    | IV     | P.I    | P.II   | P.III  | P.IV   |                              |                              | |                              |
| ------- | ------ | ------ | ------ | ------ | ------ | ------ | ------ | ------ | ------ | ---------------------------- | ---------------------------- | --- | ---------------------------- |
| 2005/06 |        |        |        |        |        |        |        |        | 1      | Vierde Prov. Brab.           | 66                           | |                              |
| 2006/07 |        |        |        |        |        |        |        | 10     |        | Derde Prov. Brab.            | 39                           | |                              |
| 2007/08 |        |        |        |        |        |        |        | 3      |        | Derde Prov. Brab.            | 62                           | |                              |
| 2008/09 |        |        |        |        |        |        |        | 4      |        | Derde Prov. Brab.            | 52                           | |                              |
| 2009/10 |        |        |        |        |        |        |        | 3      |        | Derde Prov. Brab.            | 60                           | |                              |
| 2010/11 |        |        |        |        |        |        |        | 3      |        | Derde Prov. Brab.            | 61                           | |                              |
| 2011/12 |        |        |        |        |        |        |        | 1      |        | Derde Prov. Brab.            | 76                           | |                              |
| 2012/13 |        |        |        |        |        |        | 4      |        |        | Tweede Prov. Brab.           | 55                           | |                              |
| 2013/14 |        |        |        |        |        |        | 3      |        |        | Tweede Prov. Brab.           | 62                           | Promotie via eindronde |                              |
| 2014/15 |        |        |        |        |        | 11     |        |        |        | Eerste Prov. Brab.           | 35                           | |                              |
| 2015/16 |        |        |        |        |        | 6      |        |        |        | Eerste Prov. Brab.           | 49                           | |                              |
|         | 1A     | 1B     | 1Nat   | 2Afd   | 3Afd   | P.I    | P.II   | P.III  | P.IV   | Competitiehervorming 2016/17 | Competitiehervorming 2016/17 | Competitiehervorming 2016/17 | Competitiehervorming 2016/17 |
| 2016/17 |        |        |        |        |        | 9      |        |        |        | Eerste Prov. Brab.           | 40                           | |                              |
| 2017/18 |        |        |        |        |        | 3      |        |        |        | Eerste Prov. Brab.           | 59                           | Eindronde: Winst tegen KSC Wielsbeke, maar verlies tegen RC Mechelen, KFC Park Houthalen en KVV Eendracht Aalter.               |                              |
| 2018/19 |        |        |        |        |        | 3      |        |        |        | Eerste Prov. Brab.           | 58                           | Eindronde: Winst tegen RC Lauwe en Eendracht FC Zoersel, draw tegen Herk-de-Stad FC en verlies tegen SK Lochristi en KFC Diest. |                              |
| 2019/20 |        |        |        |        |        | 8      |        |        |        | Eerste Prov. Brab.           | 35                           | Competitie stopgezet na speeldag 24 door COVID-19.                                                                              |                              |
| 2020/21 |        |        |        |        |        | -      |        |        |        | Eerste Prov. Brab.           | -                            | Geen competitie door COVID-19.                                                                                                  |                              |
| 2021/22 |        |        |        |        |        | 8      |        |        |        | Eerste Prov. Brab.           | 40                           | |                              |
| 2022/23 |        |        |        |        |        | 10     |        |        |        | Eerste Prov. Brab.           | 36                           | |                              |
| 2023/24 |        |        |        |        |        | 14     |        |        |        | Eerste Prov. Brab.           | 28                           | Degradatie |                              |
| 2024/25 |        |        |        |        |        |        | 16     |        |        | Tweede Prov. Brab. A         | 8                            | Degradatie |                              |
| 2025/26 |        |        |        |        |        |        |        |        |        | Derde Prov. Brab. A          |                              | |                              |